# Шор и Шоршор
«Шор и Шоршор» (арм. Շոր և Շորշոր) — художественный немой чёрно-белый фильм производства «Арменкино». Другое название: «Армянские Пат и Паташон». По мотивам рассказа М. Багратуни.

## Сюжет
Приключения сельских лодырей Шора и Шоршора. Жены выгоняют из дому с требованием не возвращаться без продуктов, но друзья используют суеверие односельчан лишь для добычи выпивки.

## История создания
Сценарий был написан А. Бекназаряном за одну ночь, на одиннадцатый день работы фильм был снят и смонтирован. Режиссёр и актеры импровизировали на съемочной площадке. «Шор и Шоршор» имел огромный успех и в Армении, и за её пределами, принеся студии «более трехсот тысяч прокатных отчислений».

## В ролях
- Амвросий Хачанян — Шор
- Арам (Григорий) Амирбекян — Шоршор
- Нина Манучарян — Ехсо, жена Шора
- Ерануи (Аделла) Адамян — Эрикназ, жена Шоршора
- Авет Аветисян — Вардан
- Григорий Аветян — мельник
- Баграт Мурадян — Гукас
- Иван Степанян — сельский староста
- Аркадий Арутюнян — Оган
- Тигран Шамирханян — Ваган
- Давид Малян — сатана

## Съёмочная группа
- помощник режиссёра— Артемий Мадатов
- художник -постановщик — Михаил Сургунов
- главный администратор — Михаил Гарагаш

## Технические данные
- чёрно-белый, немой
- впервые на экране — 13 августа 1927